# Eugen Schoelen
Eugen Schoelen (* 13. Oktober 1912 in Düsseldorf; † 1974) war ein deutscher Professor an der ehemaligen Pädagogischen Hochschule Rheinland, Abteilung Aachen.

## Leben
Schoelen engagierte sich um 1930 im Katholischen Wandervogel (KWV), trat 1930 wegen der Abiturvorbereitungen als Gauleiter zurück und wurde 1932 zum Schriftleiter des Bundes gewählt, wie Karl Leisner in seinem Tagebuch erwähnt. Der KWV war im Juni 1928 aus dem Jungkreuzbund entstanden und hatte etwa 800 Mitglieder. Mit dem Gleichschaltungsgesetz wurde im Juni 1933 auch der KWV aufgelöst.
Nach seinem Abitur im Jahr 1931 an der Höheren Schule Düsseldorf studierte Schoelen Pädagogik an den Hochschulen in Bonn und Köln und promovierte 1955 an der Universität Bonn über Stanislaus von Dunin-Borkowski. Bereits seit 1946 war er an der damaligen Pädagogischen Hochschule, Abteilung Aachen als Dozent übernommen worden, er wurde dort später zum ordentlichen Professor und Direktor des Seminars für Schulpädagogik ernannt.
Schoelen war Vizepräsident der Deutschen Pestalozzi-Gesellschaft und ab 1964 Mitglied des Wissenschaftlichen Beirats der Akademie für Jugendfragen.
Schoelen war verheiratet und hatte vier Kinder.

## Schriften (Auswahl)
- Dunin Borkowski S. J. als Jugendführer und Priesterbildner, in: Vierteljahrsschrift für wissenschaftliche Pädagogik 30 (3), Dezember 1954, S. 212–227, DOI: 10.30965/25890581-03003006.
- Die literarische Arbeit Stanislaus' von Dunin Borkowski zur Grundlegung einer Theorie der Erziehung und Jugendführung, Dissertation Universität Bonn, 1955.
- als Herausgeber: Pädagogisches Gedankengut des christlichen Mittelalters. Übersetzung aus dem Lateinischen unter Mitarbeit von Wilhelm Haerten (= Schöninghs Sammlung pädagogischer Schriften), Paderborn: Schöningh 1956
- Otto Willmann: Kleine pädagogische Schriften. Besorgt von Joseph Antz und Eugen Schoelen. Paderborn: Schöningh 1959.
- Eugen Schoelen: Dörpfeld, Friedrich Wilhelm. In: Neue Deutsche Biographie (NDB). Band 4, Duncker & Humblot, Berlin 1959, ISBN 3-428-00185-0, S. 35 (Digitalisat).
- Johann Michael Sailer: Über Erziehung für Erzieher (= Schöninghs Sammlung pädagogischer Schriften), besorgt von Eugen Schoelen. Paderborn: Schöningh 1962.
- Die antinomische Struktur der Erziehung bei Stanislaus v. Dunin-Borkowski, in: Franz Pöggeler (Hrsg.): Innerlichkeit und Erziehung. In memoriam Gustav Siewerth. Zum Gespräch zwischen Pädagogik, Philosophie und Theologie, Freiburg im Breisgau: Herder 1964, S. 301–328.
- als Herausgeber: Erziehung und Unterricht im Mittelalter. Ausgewählte pädagogische Quellentexte (= Schöninghs Sammlung pädagogischer Schriften), Paderborn: Schöningh 1965 (2. Auflage von Pädagogisches Gedankengut des christlichen Mittelalters).
- Die pädagogische Bedeutung der Jugendbewegung und ihr Verhältnis zum Problem der Methode. In: Franz Pöggeler (Hrsg.): Jugendbildung und Methode. Freiburg im Breisgau: Herder 1965 (= Beiträge zur Jugendforschung. Schriftenreihe der Akademie für Jugendfragen e. V. beim Deutschen Institut für wissenschaftliche Pädagogik Münster/Westfalen, Band 1), S. 34–63.
- Mittelalter, in: Franz Pöggeler (Hrsg.): Geschichte der Erwachsenenbildung (= Handbuch der Erwachsenenbildung, Band 4). Stuttgart: Kohlhammer 1975, ISBN 978-3-17-001723-8, S. 12–15.